# جبال التاكا
جبال التاكا هي جبال تقع في مدينة كسلا السودانية وهي عاصمة الولاية وتقع في شرق السودان، وتقع كسلا التي تشبه بتضاريسها مدينة مكة على مقربة من الحدود الدولية بين السودان ووإريتريا، وتبعد مسافة 480 كيلومترًا من العاصمة الخرطوم.
جبال التاكا في السودان تشير عادةً إلى سلسلة جبلية تقع في منطقة جنوب غرب السودان، تمتد عبر الحدود مع دولة جنوب السودان، تتميز هذه المنطقة بتضاريس جبلية شاسعة ومناظر طبيعية خلابة، وتعتبر مأوى للعديد من القبائل السودانية وجنوب السودانية التقليدية.
وتتميز الجبال بتضاريسها الوعرة والجبال الشاهقة التي تغطيها الغابات الخضراء والأودية العميقة. تعتبر منطقة ذات مناظر طبيعية جميلة ومتنوعة. تعد جبال التاكا موطنًا لمجموعة متنوعة من الحيوانات البرية مثل الفيلة، والزرافات، والنعام، وأنواع كثيرة من الطيور والزواحف،وتسكن المنطقة عدة قبائل محلية تحافظ على تقاليدها وثقافتها الفريدة، مما يجعلها منطقة ذات ثراء ثقافي واجتماعي مهم.

## الوجهات السياحية
مدينة كسلا تحتشد بالكثير من الأماكن السياحية، فمنها ما هو مرتبط بمعتقدات روحانية مثل مقام سيدي الحسن أبو جلابية، ونبع توتيل الذي يأتي ماؤه من مكان ما بين صخور التاكا، ولكن لا أحد يعرف بالتحديد أين هو المصدر الرئيس لماء (البئر) العذب الذي يكتسب بعداً روحياً، وربما نوعاً من القداسة.

## معتقدات شعبية
هنا ينبغي أن نشير إلى أمر مهم، وهو أن توتيل يقصد به النبع الذي يقع بين صخور الجبل الشامخ، فكثيرون يخلطون ويعتقدون أن اسم الجبل (توتيل)، بينما هو (التاكا)، وهذا ما يتبدى في كل الأدبيات ذات الصلة، هناك معتقد شعبي شائع في تلك النواحي يقول بأن كل من يشرب ماء هذا البئر لا بد أن يعود إلى كسلا مرة أخرى، وفي ذلك دلالات لا تخفي على أن هناك اعتقاداً بقدسية ماء (توتيل). (اليوم التالي) حاولت الوقوف على هذه الأسرار التي يكتنفها بعض الغموض باستطلاع رأي من أهل كسلا حول (بئر توتيل) وجول حقيقة المعتقد السائد، فإلى كل ذلك، وتكمن الأسرار في مناطق كثيرة من جميع أرجاء هذا الكوكب الغامض وندع العلم لأصحاب العلم لكي يأتوا بما وراء الستار.

## انظر ايضاً
- جبال الأنقسنا
- جبل مرة
- جبال النوبة
- جبال البحر الأحمر